# Eberhard Klügel

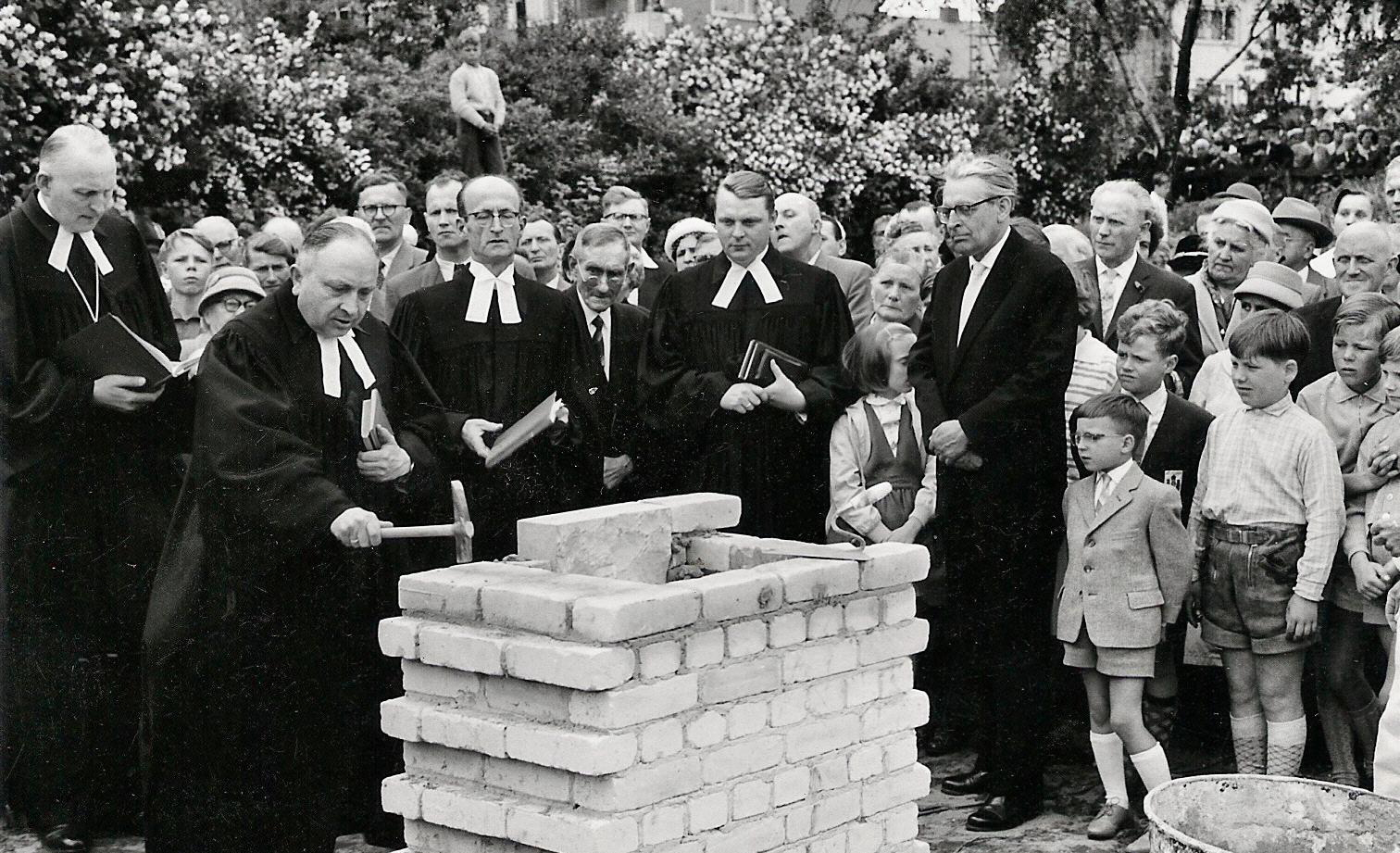
Eberhard Klügel (ganz links) bei der Grundsteinlegung der Corvinuskirche (Hannover) 1960.

Eberhard Klügel (* 11. November 1901 in Hannover; † 30. September 1966 ebenda) war ein deutscher lutherischer Theologe und Kirchenhistoriker.

## Leben
Klügel wurde nach seinem Theologiestudium 1929 Hilfsgeistlicher in Goslar, 1931 Vereinsgeistlicher der Inneren Mission für Pressearbeit und 1933 Pastor in Bennigsen. Hier gehörte er zu den Gründern des Pfarrernotbunds, dessen erstem Reichsbruderrat er angehörte. Er war auch Mitglied der Hannoverschen Pfingstkonferenz und 1933 Gründungsmitglied und erster Geschäftsführer der „Landeskirchlichen Sammlung“. Ende Mai 1934 nahm er an der Barmer Bekenntnissynode teil, bei der die Barmer Theologische Erklärung verabschiedet wurde.
Ab 1935 übernahm er auch Aushilfstätigkeiten im Landeskirchenamt. 1937 wurde Klügel zum Studiendirektor und Leiter des Predigerseminars auf der Erichsburg ernannt, wo er nach dem Zweiten Weltkrieg die ersten Pfarrvikare ausbildete. 1950 wurde er Landeskirchenrat im Landeskirchenamt der Evangelisch-lutherischen Landeskirche Hannovers und am 1. Juni 1959 Landessuperintendent des neuformierten Sprengels Hannover.
Von 1960 bis 1966 war er Vorsitzender der Gesellschaft für niedersächsische Kirchengeschichte. Sein Nachlass befindet sich im Landeskirchlichen Archiv in Hannover.

## Schriften
- Das Evangelium und die Ordnungen des öffentlichen Lebens. Studienheft des Theologischen Konvents der evangelisch lutherischen Bekenntnisgemeinschaft Hannovers. Göttingen 1952
- Prinzipielles Recht zum Aufruhr? Fragen der politischen Aktivität des Glaubens. In: Hans Dombois (Hrsg.): Macht und Recht: Beiträge zur lutherischen Staatslehre. Berlin 1956, S. 45–75
- Das Amt der Frau in der Kirche. Berlin 1962
- Neue lutherische Kirchen in Hannover. Hannover [um 1963]
- Die lutherische Landeskirche Hannovers und ihr Bischof 1933–1945. 2 Bände, Berlin 1964–1965

## Archiv
- Nachlass im Landeskirchlichen Archiv Hannover (Bestand N 38)